# Mir iskusstva

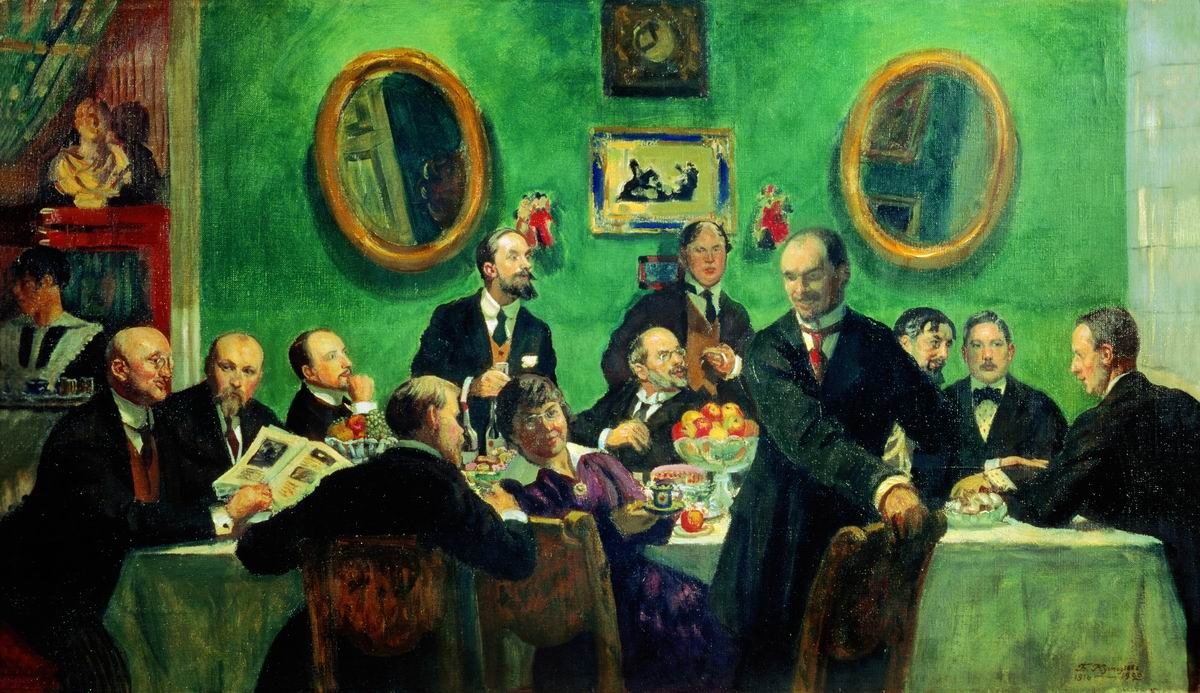
«Miembros del movimiento Mundo del Arte»,
por Borís Kustódiev (1916-1920). De izquierda a derecha: Ígor Grabar, Nikolái Roerich, Yevgueni Lanseré, Kustódiev, Iván Bilibin, Anna Ostroúmova-Lébedeva, Alexandre Benois,
Heorhiy Nárbut, Kuzmá Petrov-Vodkin, Nikolái Milioti, Konstantín Sómov y Mstislav Dobuzhinsky.

Mir iskusstva (en ruso: «Мир иску́сства», Mundo del Arte) fue una revista rusa y el movimiento artístico que inspiró y representó, convirtiéndose en una influencia importante entre los rusos que ayudaron a revolucionar el arte europeo durante la primera década del siglo XX. De hecho, pocos europeos fuera de Rusia llegaron a ver un ejemplar de la revista.
Desde 1909, varios de los miriskúsniki —es decir, miembros del movimiento— también participaron en las producciones del Ballets Rusos de la compañía de Serguéi Diáguilev basada en París.

## Historia

### Fundación
El grupo artístico fue fundado en noviembre de 1898 por un grupo de estudiantes que incluía a Alexandre Benois, Konstantín Sómov, Dmitri Filosófov, Léon Bakst y Yevgueni Lanseré. El impulso inicial para el grupo fue la organización de la Exhibición de artistas rusos y fineses en el Museo de Artes Aplicadas Stieglitz de San Petersburgo.
La revista fue cofundada en 1899 en San Petersburgo por Alexandre Benois, Léon Bakst y Serguéi Diáguilev, el editor jefe. Su objetivo era asaltar los bajos estándares artísticos de la obsoleta escuela Peredvízhniki y promocionar el individualismo artístico y otros principios del Art Nouveau. Las declaraciones teóricas del movimiento artístico comenzaron en los artículos de Diáguilev, «Cuestiones difíciles», «Nuestra degradación imaginaria», «Lucha permanente», «En busca de la belleza» y «Los fundamentos de la apreciación artística», publicados en los números N1/2 y N3/4 de la nueva revista.
Además de los fundadores, miembros activos del Mundo del Arte incluían a Mstislav Dobuzhinsky, Yevgueni Lanseré y Konstantín Sómov. Las exhibiciones organizadas por Mundo del Arte atraían a muchos pintores ilustres de Rusia y el extranjero, como Mijaíl Vrúbel, Mijaíl Nésterov e Isaak Levitán.

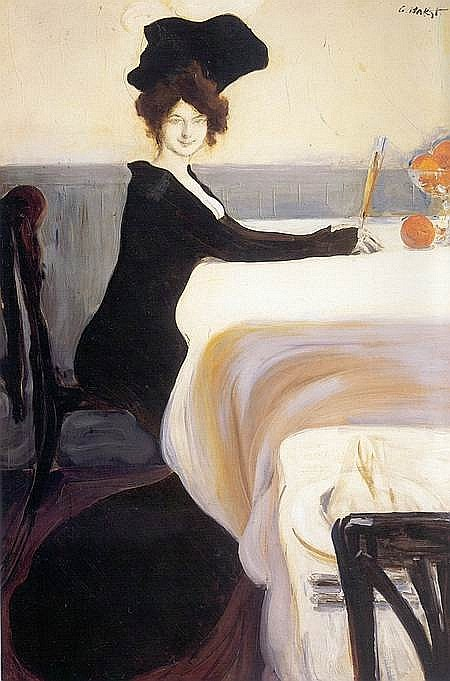
Leon Bakst
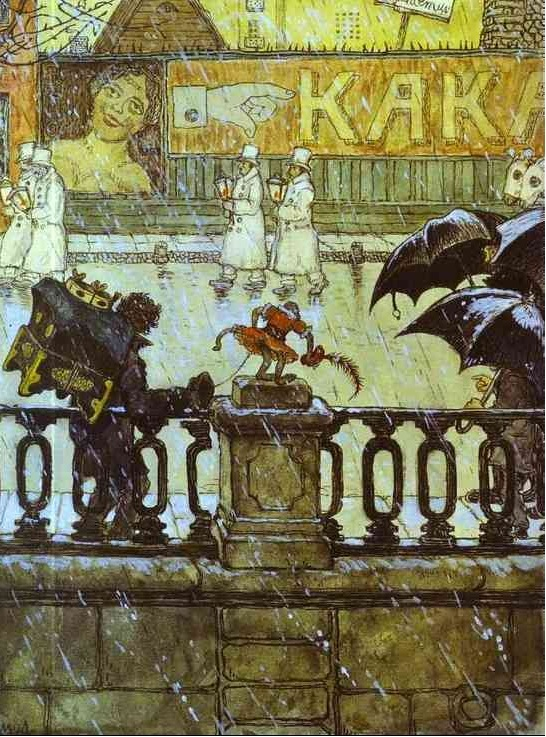
Mstislav Dobuzhinsky
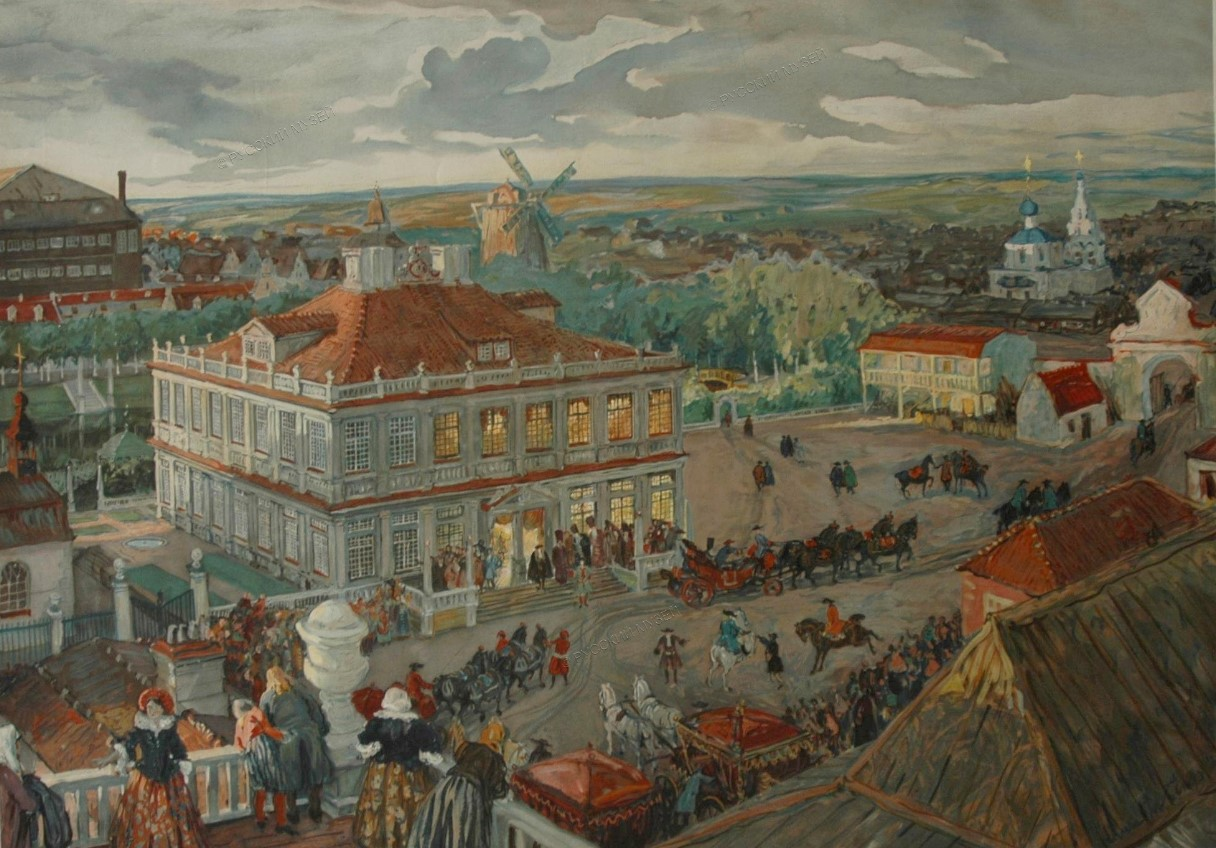
Alexandre Benois
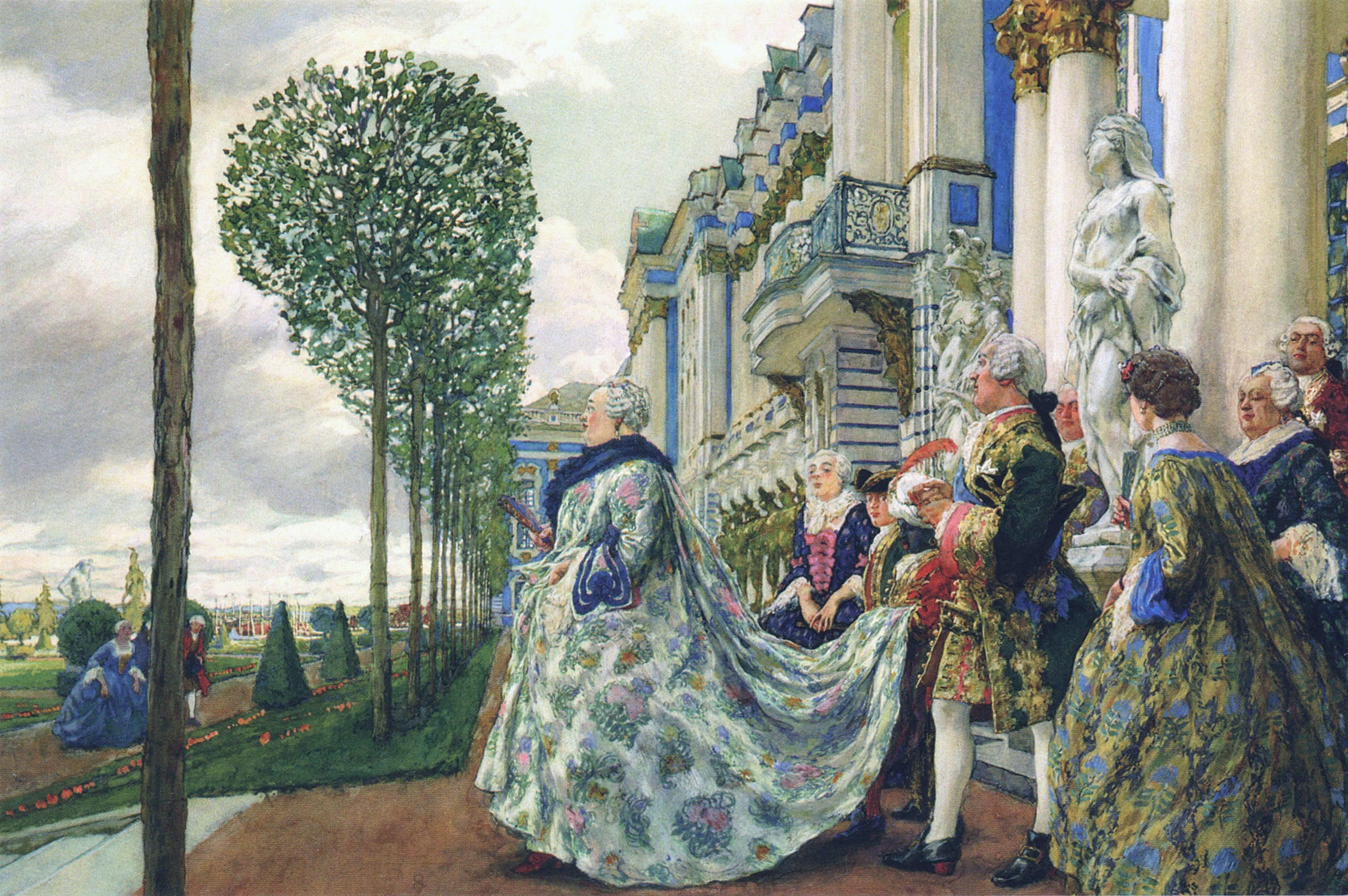
Yevgueni Lanseré
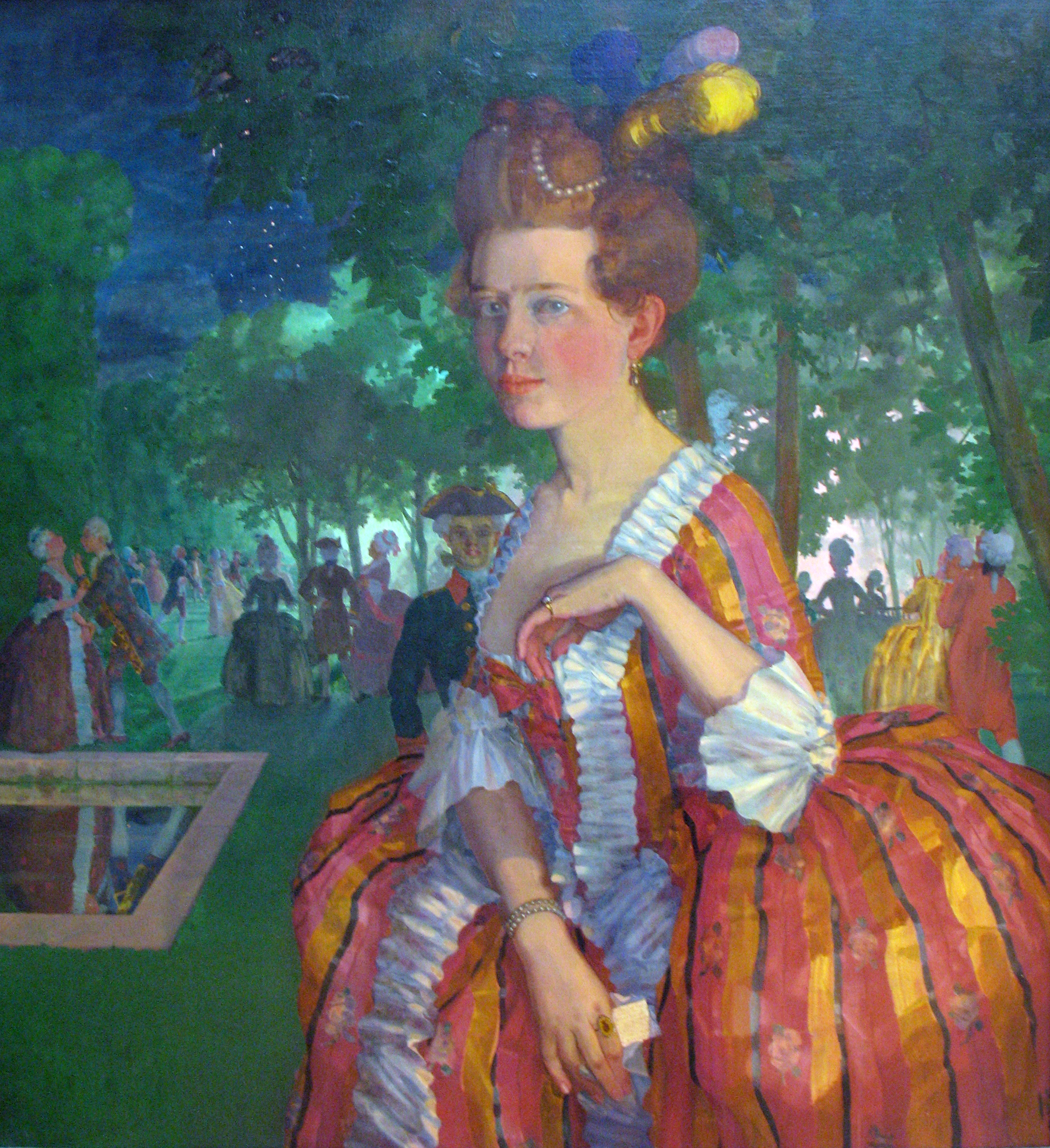
Konstantín Sómov

### Periodo clásico
En su «periodo clásico» (1898-1904) el grupo artístico organizó seis exhibiciones: 1899 (internacional), 1900, 1901 (en la Academia Imperial de las Artes, San Petersburgo), 1902 (Moscú y San Petersburgo), 1903, 1906 (San Petersburgo). La sexta exhibición fue entendida como un intento de Diáguilev de evitar la separación de los miembros de Moscú, que organizaron una exhibición separada por su cuenta, «Exhibición de 36 artistas» (1901) y más tarde formaron la «Unión de Artistas Rusos» (desde 1903).
Entre 1904 y 1910, Mir iskusstva no existió como un grupo artístico separado. Su sitio fue heredado por la Unión de Artistas Rusos, que continuó oficialmente su actividad hasta 1910 e inoficialmente hasta 1924. La unión incluía a pintores (Valentín Serov, Konstantín Korovin, Borís Kustódiev, Zinaída Serebriakova), ilustradores (Iván Bilibin, Konstantín Sómov, Dmitry Mitrohin), restauradores (Ígor Grabar) y diseñadores de escenarios (Nikolái Roerich, Serguéi Sudeikin).
En 1910 Benois publicó un artículo crítico en la revista Rech sobre la Unión de Artistas Rusos. Mir iskusstva fue refundada. Nikolái Roerich se convirtió en el nuevo director. El grupo admitió nuevos miembros, incluyendo a Nathan Altman, Vladímir Tatlin y Martirós Sarián. Algunos afirmaron que la inclusión de pintores de la vanguardia rusa demostraba que Mir iskusstva era una organización de exhibiciones, más que un movimiento artístico. En 1917, Iván Bilibin se convirtió en director. Ese mismo año la mayoría de los miembros de Sota de Diamantes entraron a formar parte.
El grupo organizó numerosas exhibiciones: 1911, 1912, 1913, 1915, 1916, 1917, 1918, 1921, 1922, tanto en San Petersburgo como en Moscú. La última exhibición de Mir iskusstva se realizó en París en 1927. Algunos de los miembros del movimiento pasaron a formar parte de los movimientos Zhar-Tsvet (Moscú, organizado en 1924) y Cuatro Artes (Moscú-Leningrado, organizado en 1925).

## Arte

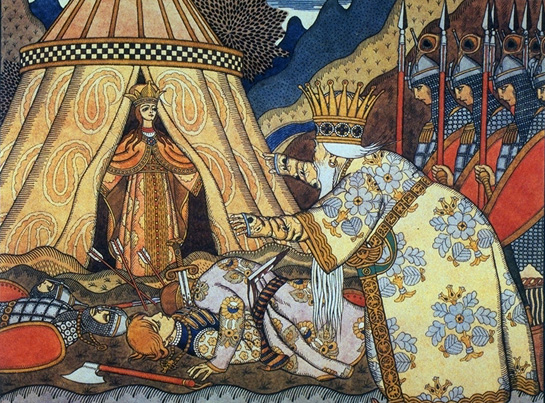
Ilustración de Iván Bilibin para El gallo de oro.

Benois y sus amigos estaban asqueados por la naturaleza antiestética de la sociedad moderna industrial y buscaban consolidar a todos los artistas rusos neorrománticos bajo la bandera de la lucha contra el Positivismo en el arte.
Como los románticos antes que ellos, los miriskúsniki promocionaban la comprensión y la conservación del arte de épocas anteriores, especialmente las artes populares tradicionales y el Rococó del siglo XVIII. Antoine Watteau era posiblemente el artista al que más admiraban.
Tales proyectos de recuperación artística eran tratados por los miriskúsniki de forma humorística, en un espíritu de autoparodia. Estaban fascinados por las máscaras y las marionetas, con el carnaval y el teatro de marionetas, con los sueños y los cuentos de hadas. Todo lo grotesco y lúdico les atraía más que lo serio y emocional. Su ciudad favorita era Venecia, tanto que Diáguilev y Stravinsky decidieron ser enterrados en la ciudad.
En cuanto a sus medios, los miriskúsniki preferían los efectos ligeros y etéreos de la acuarela y el gouache a los grandes cuadros al óleo. Buscando llevar el arte a cada hogar, a menudo diseñaban interiores y libros. Bakst y Benois revolucionaron la escenografía con sus decorados revolucionarios para Cleopatra (1909), Carnaval (1910), Petrushka (1911) y La siesta de un fauno (1912).